# Picher (Oklahoma)

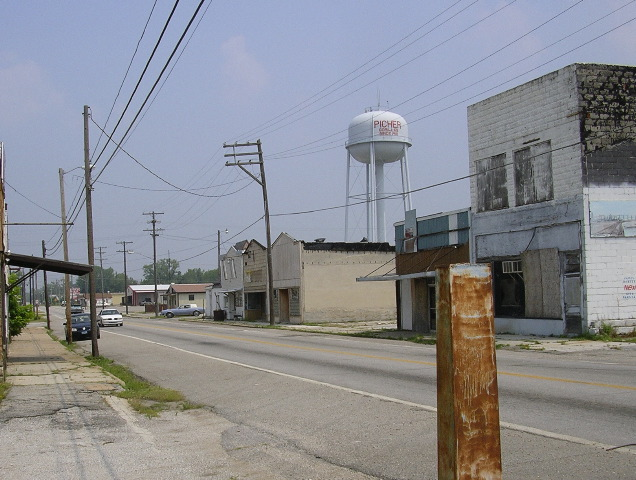
Connell Avenue (US 69) dans la principale zone d'affaires de l'ancienne ville de Picher.

Picher est une ancienne ville minière située dans le comté d'Ottawa au Nord-Est de l'État d'Oklahoma aux États-Unis. La ville et la mine font partie de la région minière appelée Tri-State district (en) s'étendant également sur le Missouri et le Kansas. 
Longtemps durant la première partie du XXe siècle l'une des principales mines de plomb et de zinc du pays, les activités minières de Picher ferment leurs portes dans les années 1960 avant que la ville elle-même soit abandonnée dans les années 2000 à la suite de l'importante pollution, des risques d'effondrements des habitations et d'une tornade ayant détruit une partie de la ville en 2008. Elle comptait ainsi à son apogée dans les années 1920 près de 20 000 habitants, avant de perdre son statut de municipalité en 2009. Elle fait partie du site de décontamination Tar Creek Superfund site (en) à partir des années 1980.